# Rondo (Arkansas)
Rondo è un comune degli Stati Uniti d'America, situato in Arkansas, nella contea di Lee.